# John Worrel Keely

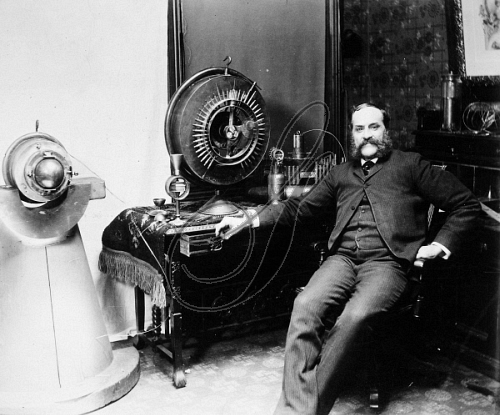
Keely rond 1895

John Ernst Worrell Keely (3 september 1837 - 18 november 1898) was een Amerikaanse uitvinder uit Philadelphia die beweerde te hebben ontdekt dat er een nieuwe drijfkracht is die oorspronkelijk omschreven werd als "vaporische" of "etherische" kracht, en later beschreven als een niet nader genoemde kracht gebaseerd op "vibrerende sympathie", waarmee hij "interatomaire ether" uit water en lucht produceerde. Ondanks de talrijke verzoeken van de aandeelhouders van de 'Keely Motor Company', die was opgericht om een werkbare motor te produceren, weigerde hij consequent aan hen te onthullen hoe zijn motor werd aangedreven, en ook weigerde hij herhaaldelijk een verkoopbaar product te produceren door te beweren dat hij meer tijd nodig had om meer experimenten uit te voeren.
Hij vergaarde aanzienlijke investeringen van veel mensen, onder wie John Jacob Astor. Na zijn dood werd zijn laboratorium onderzocht waarbij een verborgen leidingwerk werd ontdekt waardoorheen perslucht geleid werd wat zijn machines wellicht zou hebben aangedreven. Andere bronnen geven aan dat dit onderzoek niet kundig werd uitgevoerd omdat men er al van uitging dat hij een oplichter moest zijn en laten zijn bevindingen open ter discussie.
Een aantal resultaten van zijn onderzoeken zijn echter later wel bevestigd zoals het fenomeen sonoluminescentie en akoestische levitatie in laboratoria.